# Ажесая
Футбольний клуб «Ажесая» (фр. Association des Jeunes Sportifs de l'Avenir Inter-Arrondissements, малаг. Ajesaia) — мадагаскарський професійний футбольний клуб, який базується в місті Ітаосі. Клуб був заснований у 1950 році, та грає домашні матчі на стадіоні «Махамасіна» в столиці країни Антананаріву. «Ажесая» є дочірнім клубом ліонського «Олімпіка». Клуб грає в Про-лізі Мадагаскару, найвищому дивізіоні країни, та двічі ставав чемпіоном країни, а в 2006 році «Ажесая» став володарем Кубка Мадагаскару.

## Титули і досягнення
- Чемпіон Мадагаскару (2): 2007, 2009
- Володар Кубка Мадагаскару (1): 2006
- Володар Суперкубка Мадагаскару (2): 2007, 2009